# Harfordia macroptera
Harfordia macroptera là một loài thực vật có hoa trong họ Rau răm. Loài này được (Benth.) Greene & Parry mô tả khoa học đầu tiên năm 1886.